# Voor God en den koning
Voor God en den koning is een roman van schrijfster Marjorie Bowen uit 1912.

## Geschiedenis

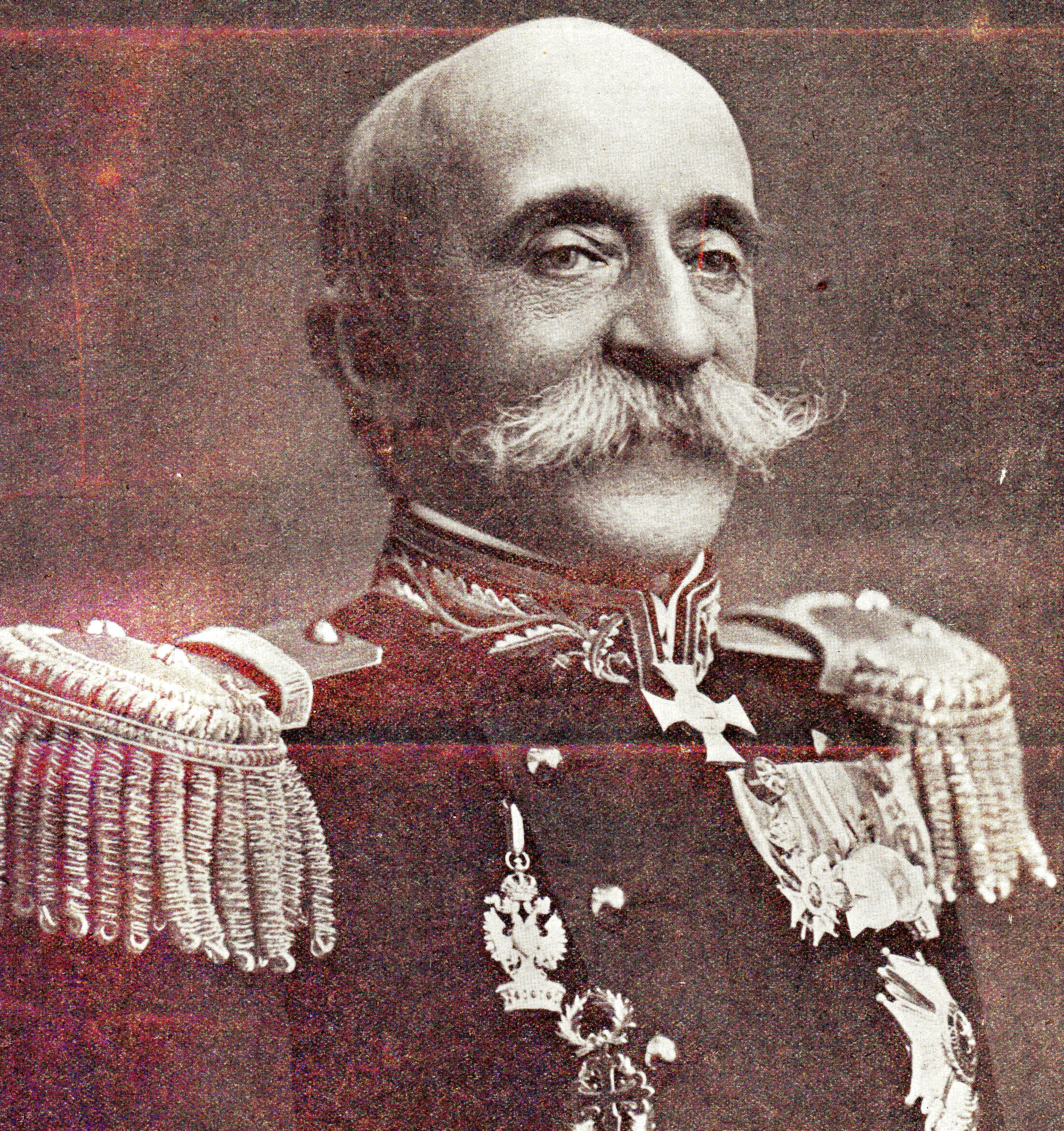
François de Bas (1840-1931).

Marjorie Bowen was het pseudoniem van de Engelse schrijfster Gabrielle Vere Campbell (1885-1952) die ruim 150 boeken publiceerde waaronder historische romans. Deze roman Voor God en den koning is zo'n historische roman, met als onderwerp het leven van stadhouwer Willem III van Oranje (1650-1702), met name vanaf zijn koningschap van Engeland (1689-1702). Het is het derde en laatste deel in een serie, waarin eerder Ik zal handhaven en Beschermer van het geloof verschenen.
De Nederlandse vertaling is, net als bij de eerste twee delen, van de hand van de in Londen wonende Maria de Bas (1865). Zij publiceerde, naar haar volledige naam M. Frieswijk-de Bas, onder de naam "M.F. de Bas". Door de schrijfster en vertaalster werd dit boek "In dankbare herinnering" opgedragen aan de vader van de laatste, generaal-majoor François de Bas (1840-1931). Na diens pensionering als militair was hij vooral publicist op krijgsgeschiedkundig gebied.

### Uitgave
Net als de twee voorgaande delen werd de roman werd in 1912 zowel ingenaaid als gebonden uitgegeven bij D.A. Daamen's Uitgeversmaatschappij in Den Haag. Tot circa 1920 verschenen er zes drukken.
Er bestaat minstens één luxe exemplaar op dikker papier gedrukt en gebonden in leer.